# 名古屋西インターチェンジ
名古屋西インターチェンジ（なごやにしインターチェンジ）は、愛知県名古屋市中川区にある東名阪自動車道のインターチェンジである。

## 概要
亀山IC方面への入口と同方面からの出口のみを持つハーフインターチェンジである。このICから名古屋第二環状自動車道（名二環）と名古屋高速道路（名古屋高速）には行けないため、直接当該高速道路入口（大治南ICか千音寺南ICか千音寺入口）に向かう。また、当出口で流出することなく、そのまま本線を直進すると、名古屋西ジャンクションにて名二環と名古屋高速5号万場線に直通するため、料金体系が変更となる。
料金収受業務は名古屋西TBで行うため、料金所は設置していない。
インターチェンジ番号は名古屋第二環状自動車道有松ICからの通し番号が割り当てられている。

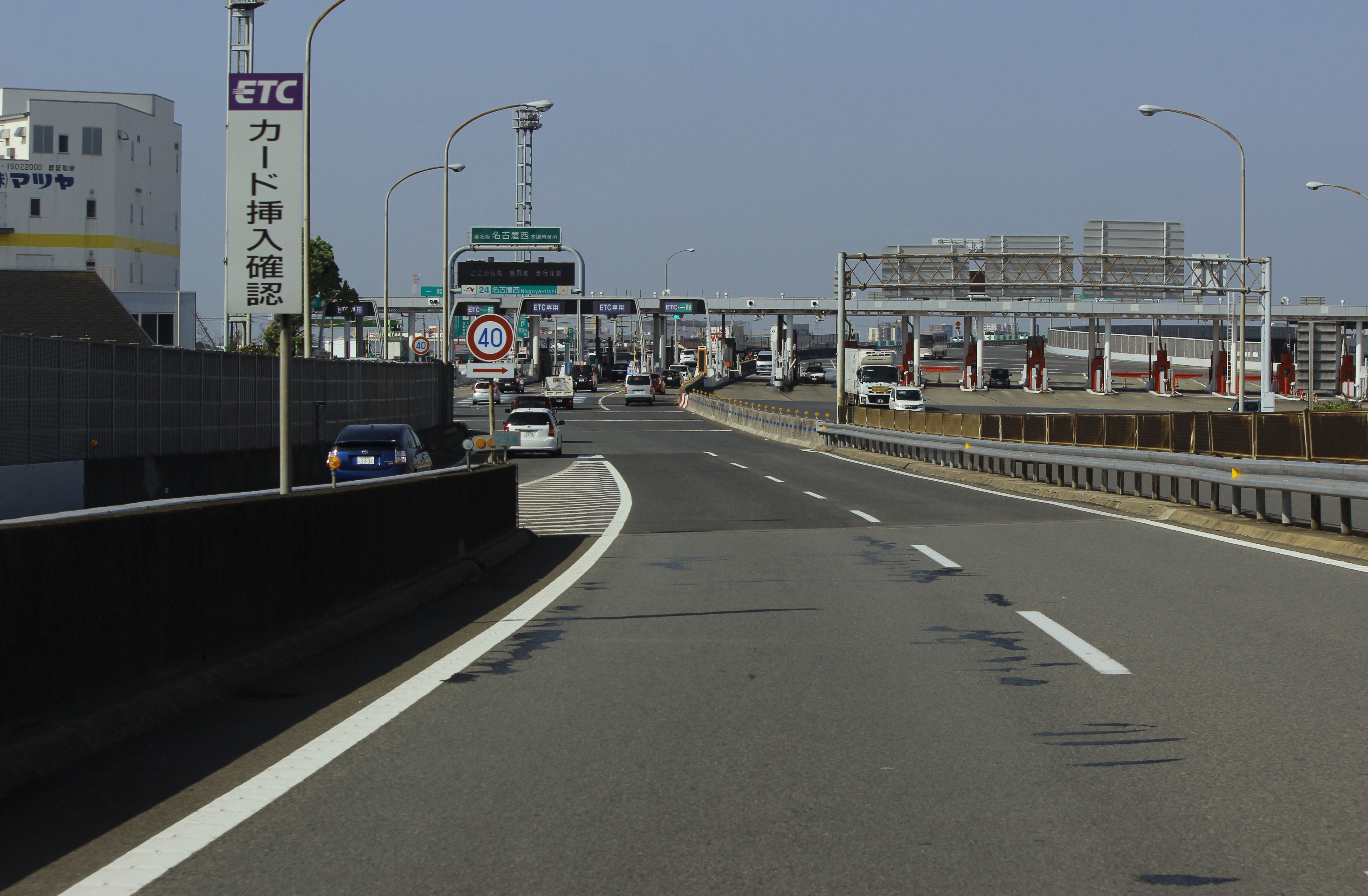
名二環・名古屋高速からの路線に左から東名阪自動車道名古屋西IC入口からの路線が合流 奥は東名阪自動車道の料金所
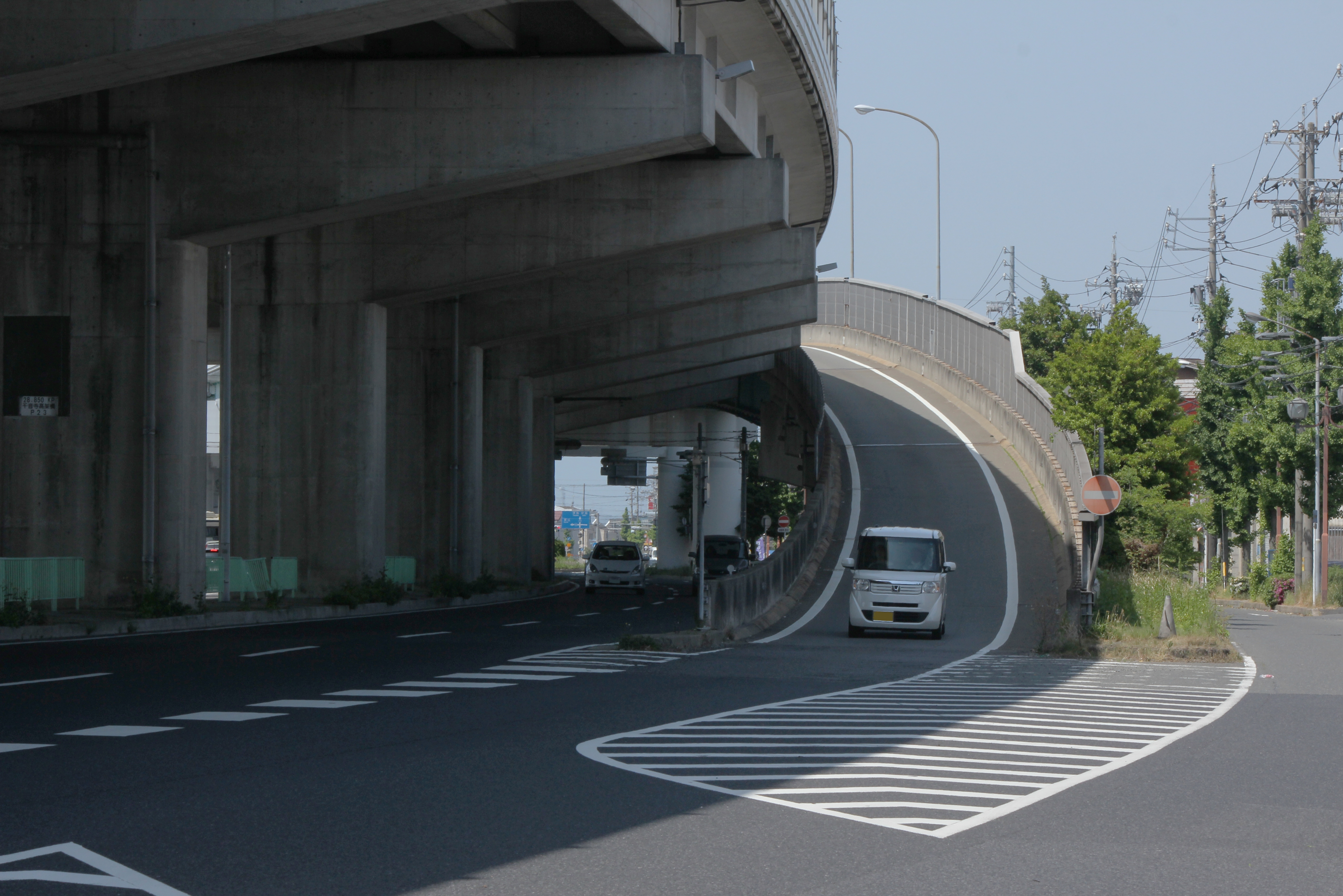
インター出口

## 接続する道路
- 直接接続
  - 愛知県道40号名古屋蟹江弥富線[1]
  - 愛知県道115号津島七宝名古屋線[1]
- 間接接続
  - 国道302号（名古屋環状2号線）

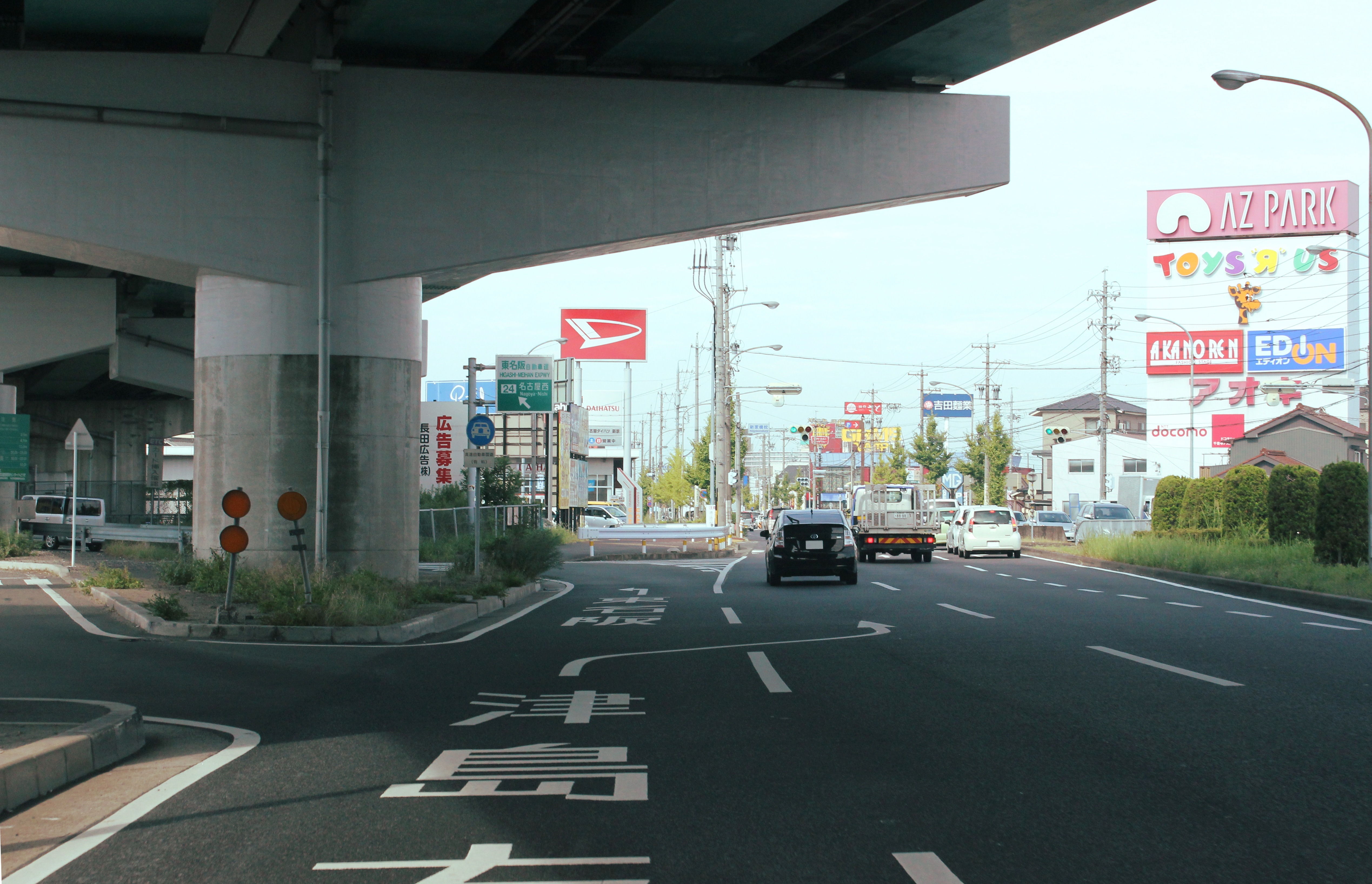
インター出入口は愛知県道40号と115号に接続

## 隣
E23 東名阪自動車道
(23) 名古屋西JCT - (24) 名古屋西IC - 名古屋西TB - (25) 蟹江IC